# Cerro Calán
Cerro Calán är en kulle i Chile.   Den ligger i provinsen Provincia de Santiago och regionen Región Metropolitana de Santiago, i den södra delen av landet, 12 km nordost om huvudstaden Santiago de Chile. Toppen på Cerro Calán är 864 meter över havet, eller 72 meter över den omgivande terrängen. Bredden vid basen är 0,99 km.
Terrängen runt Cerro Calán är varierad, och sluttar västerut. Runt Cerro Calán är det mycket glesbefolkat, med 2 invånare per kvadratkilometer.. Närmaste större samhälle är Santiago de Chile, 12,2 km sydväst om Cerro Calán. 
Omgivningarna runt Cerro Calán är i huvudsak ett öppet busklandskap.